# Jens Bircherod (1658–1708)
Jens Jacobsen Bircherod, född den 15 januari 1658 i Odense, död den 6 december 1708 i Aalborg, var en dansk biskop, son till professor Jacob Bircherod.
Bircherod blev 1684 professor vid universitetet i Köpenhamn och 1693 biskop i Aalborg. Han efterlämnade en under många år förd dagbok (i 50 kvartband), som är en viktig historisk källa och ur vilken Chr. Molbech 1846 utgav ett utdrag.